# Bergerturm

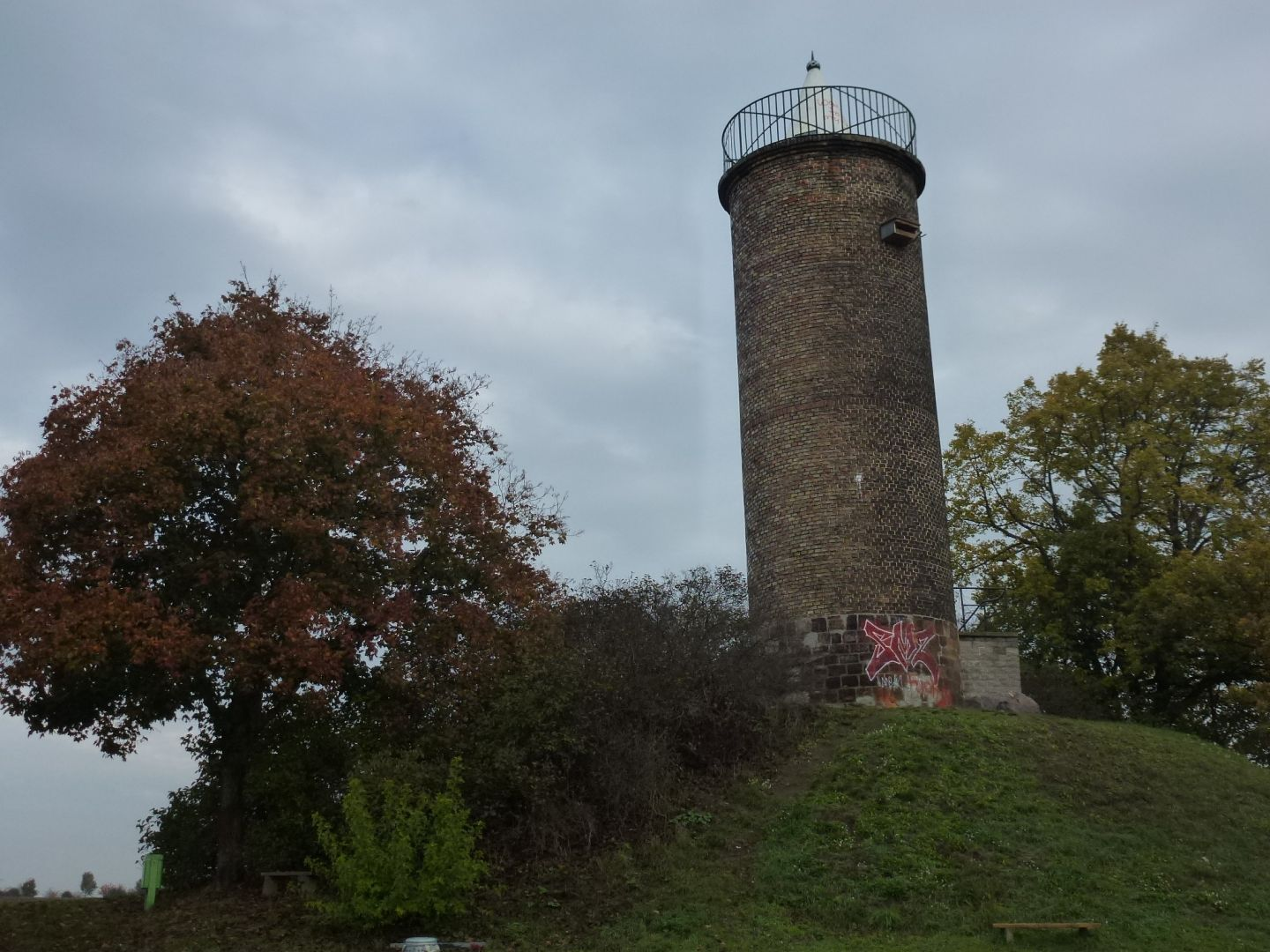
Bergerturm in Markwerben

Der Bergerturm ist ein denkmalgeschützter Aussichtsturm in der Gemeinde Markwerben der Stadt Weißenfels in Sachsen-Anhalt. Im örtlichen Denkmalverzeichnis ist der Aussichtsturm unter der Erfassungsnummer 094 12987 als Baudenkmal verzeichnet.
Stifter des Bergerturms war Christian Friedrich Berger, Landwirt und Pächter der örtlichen Ziegelei. Er ließ den 15 Meter hohen Turm 1881 auf seine Kosten hin errichten. Dem Stifter wurde unterstellt, er habe dort sein Geld versteckt. Dieses Gerücht kam 1929 auf, nachdem im März des Jahres, ein Teil des Turmes einstürzte und man dort in einer Kupferkapsel Hunderte Münzen gefunden habe. Dies brachte dem Turm auch die Bezeichnung Mäuseturm ein. Tatsache ist, dass der Turm nur gegen die Zahlung eines Entgeltes bestiegen werden durfte und diese Einnahmen der Schule in Markwerben gespendet wurden.
Während des Endes des Zweiten Weltkriegs verschanzten zwei Männer im Turm und beschossen von dort die Truppen der US-Armee. Einige Jahre danach wurden Stufen und die Spitze des Turmes demontiert, nur durch eine Privatinitiative wurde der Turm wiederhergestellt. Begehbar ist der Turm erst wieder seit 1983.
An dem Turm befinden sich mehrere Gedenktafeln. Auf einer Tafel heißt es BERGER TURM – ERBA. F. BERGER – MARKWERBEN 1881. Eine zweite Gedenktafel trägt die Inschrift Erbaut 1881 von Friedrich Berger 1818-1904 und eine dritte enthält die allgemeinen Daten des Turmes.

## Quelle
- Martin Beitz: Bergerturm Markwerben. In: burgenlandkreis.im-bild.org. 3. Mai 2015, abgerufen am 8. Februar 2024.
- Mike Sachse: Der Markwerbener Aussichtsturm. In: aussichtsturm-markwerben.de. Abgerufen am 8. Februar 2024.
- Mike Sachse: Der Markwerbener Aussichtsturm. In: markwerben-geschichte.de. 2021, abgerufen am 8. Februar 2024 (andere Version des Textes).